# Bo Lindman
Pour les articles homonymes, voir Lindman.
Bo Lindman, né le 8 février 1899 était un pentathlonien suédois, spécialiste de l'épée.

## Palmarès

### Pentathlon moderne aux Jeux olympiques
- 1924, à Paris,  France:
  - individuel,  Médaille d'or
- 1928, à Amsterdam,  Pays-Bas:
  - individuel,  Médaille d'argent
- 1932, à Los Angeles,  États-Unis:
  - individuel,  Médaille d'argent

### Escrime aux Jeux olympiques
- 1932, à Los Angeles,  États-Unis:

### Championnats du Monde d'escrime
- Epée en équipe
  - 1933,  Médaille de bronze

Ce palmarès n'est pas complet